# Список заслужених артистів Української РСР
Список заслужених артистів Української РСР
Нижче наведено список заслужених артистів Української РСР за роками присвоєння звання. Звання введене 22.ХІ.1922 року (до 1937 — заслужений артист УСРР).

## Рік присвоєння звання не встановлено
- Мар'яненко Іван Олександрович (1878—1962), актор, режисер (до 1936)
- Сердюк Олександр Іванович (1900/1910—1988), актор, режисер
- Шарамко Михайло Олексійович (нар. 1946), соліст ансамблю пісні і танцю Червонопрапорного Чорноморського флоту

## 1920-ті

### 1922
- Глаголін Борис Сергійович (1879—1948), актор, режисер театру та кіно

### 1923
- Юра Гнат Петрович (1888—1966), актор, театральний режисер[1]
- Селявін Віктор Олексійович (1875—1945), оперний співак (лірико-драматичний тенор) та педагог

### 1924
- Давидов Олександр Михайлович (справжнє ім'я — Левенсон Ізраїль Мойсейович) (1872—1944), співак (лірико-драматичний тенор)

### 1926
- Донець Михайло Іванович (1883—1941) — співак
- Замичковський Іван Едуардович (1869—1931), драматичний актор[2]
- Левицький Федір Васильович (1858—1933), актор
- Литвиненко-Вольгемут Марія Іванівна (1892—1966), оперна співачка
- Старицька Марія Михайлівна (1865—1930) — акторка, режисер і педагог

### 1928
- Романицький Борис Васильович (1891—1988), актор, театральний режисер
- Дрімцов Сергій Прокопович (псевд. Дрімченко) (1867—1937) — композитор, хоровий диригент, фольклорист, педагог
- Мосін Олександр Григорович (1871—1929), оперний співак (драматичний тенор)

## 1930-ті

### 1930
- Варецька Валентина Федорівна (1900—1981) актриса[3]
- Рик Савелій Карлович (1865? — 1942?), концертмейстер оркестру Харківського Державного театру опери та балету.[4].
- Паторжинський Іван Сергійович (1896—1960), оперний співак[5][6]
- Шумський Юрій Васильович (1887—1954), актор[7]
- Терещенко Марко Степанович (1894—1982) — актор і режисер театру і кіно

### 1932
- Бучма Амвросій Максиміліанович (1881—1957), актор, режисер
- Йориш Володимир Якович (1899—1945), радянський композитор та диригент[8]
- Роговий Лев Володимирович (1863—1948), флейтист[9]

### 1933
- Василько Василь Степанович (1893—1972), театральний режисер
- Войтенко Василь Андрійович (1881 (або 1886)–1951) — оперний і камерний співак (баритон, тенор)[10]

### 1934
- Шейнін Єгошуа Павлович (1890—1948), хоровий диригент
- Долгов Григорій Степанович (1890—1957) — актор, випускник Музично-драматичної школи ім. М. Лисенка

### 1935
- Пазовский Арій Мойсейович (1887—1953), радянський диригент опери[11]
- Юхименко Іван Якович (1892—1943), актор, режисер, педагог

### 1936
- Васильчиков Дмитро Федорович (справ. пр. Васильченко) (1883—1960) — актор Харківських театрів[10]

### 1937
- Гайдай Зоя Михайлівна (1902—1965), оперна співачка
- Магар Володимир Герасимович (1900—1965), актор, театральний режисер

### 1938
- Хазін Лев Йосипович (1870—1952), кларнетист[12]

### 1939
- Рахлін Натан Григорович (1906—1979), диригент

## 1940-ті

### 1940
- Азрікан Арнольд Григорович (1906—1976), оперний співак
- Дуклер Валентин Самойлович (1908—1997), актор[13]
- Пономаренко Євген Порфирович (1909—1994), актор
- Романов Михайло Федорович (1896—1963), актор[14]
- Рубчаківна Ольга Іванівна (1903—1981), актриса
- Яременко Василь Сергійович (1895—1976), актор
- Арістов Василь Михайлович (1898—1962), актор[14]
- Воликівська Ярина Іванівна (1902—1979), співачка[14]
- Данченко Сергій Микитович (1896—1967), оперний співак[14]
- Дударєв Дмитро Олександрович (1890—1960), актор[14]
- Колишко Варвара Антонівна (Любарт) (1898—1967), актриса[14]
- Магар Володимир Герасимович (1900—1965), режисер[14]
- Новинська Віра Петрівна (1900—1982), актриса[14]
- Освецимський Володимир Іванович (1886—1955), актор[14]
- Вайсман Григорій Захарович (1871—1943) [14]
- Воронович Олександра Петрівна (1898—1985), актриса[14]
- Частій Микола Андрійович (1905—1962), співак[14]
- Васильєв Матвій Тимофійович (1863—1961), диригент[14]

### 1941
- Гмиря Борис Романович (1903—1969), оперний співак[15]

### 1942
- Балабан Борис Олександрович (1905—1959), актор
- Вірський Павло Павлович (1905—1975), балетмейстер

### 1943 (35 осіб)[16]
- Добровольський Віктор Миколайович (1906—1984), актор театру і кіно
- Дунайський Антон Васильович (1895—1957), актор[17]
- Лавров Юрій Сергійович (1905—1980), актор театру і кіно[18]
- Чернишова Лідія Дем'янівна (1912—1975), балерина, балетмейстер[19].
- Яковченко Микола Федорович (1900—1974), актор театру і кіно

### 1944
- Сорока Олександр Назарович (1900—1963), хоровий диригент[16]

### 1945
- Рубчак Іван Дем'янович (1974—1952), співак-бас і актор

### 1946
- Беліннік Петро Сергійович (1906—1998), оперний співак[20]
- Вечора Тетяна Олександрівна (1904—1990), актриса
- Виноградова Олена Іванівна (1901/1902—1976), співачка
- Вронський Вахтанг Іванович (1905—1988), балетмейстер[21]
- Золотарьов Віктор Володимирович (1889—1966), актор
- Киянський Павло Іванович (1898—1962), артист театру [22]
- Крижанівська Людмила Дмитрівна (1908—1998), співачка
- Разумова Римма Андріївна (1908—1976), оперна співачка
- Стрєлкова Марія Павлівна (1908—1962), актриса[23]
- Янушевич Ганна Яківна (1907—1983), актриса

### 1947
- Аврашов Віктор Олександрович (1900—1972) — актор Харківського театру ім. О. С. Пушкіна в 1933—1967 роках[10]
- Черкашин Роман Олексійович (1906—1993) — актор, режисер, педагог[10]
- Лучицький-Данченко Владислав Людвикович (псевдонім — Володимир Данченко; 1880-1960-ті) — актор, режисер

### 1948
- Кармалюк Павло Петрович (1908—1986), оперний співак[24]

### 1949
- Братерський Микола Феліксович (1898—1956), актор[25]
- Проценко Андрій Федорович (1904—1984), флейтист[26]

## 1950-ті

### 1951
- Андрієнко-Земськов Андрій Андрійович (1903—1971), актор
- Авшаров Борис Павлович (1899—1964), актор[27]
- Берденников Михайло Андрійович (1919—1990), хормейстер
- Бжеська Валентина Юхимівна (1896—1977), актриса[28]
- Гай Олександр Дмитрович (1914—2000), актор театру і кіно[29]
- Копержинська Нонна Кронідівна (1920—1999), актриса театру і кіно
- Потапова Олена Михайлівна (нар. 1930), балерина[30]
- Козинець Дмитро Іванович (1906—1970) — оперний співак (баритон), Харків

### 1952
- Антків Богдан Михайлович (1915—1998) — український актор, драматург[31]
- Шкірка Яків Андрійович (1876—1963), гобоїст[32]

### 1953
- Кошачевський Семен Самійлович (1913—1991) — актор, режисер та педагог, Одеса

### 1954
- Падалко Лідія Олександрівна (нар. 1921) — хоровий диригент
- Богаченко Іван Васильович (1896—1981) — актор і режисер

### 1955
- Кузнєцов Михайло Артемович (1918—1986), актор театру і кіно[33]

### 1956
- Пащенко Володимир Іванович (1918—1997), український диригент, педагог, громадський діяч

### 1957
- Босенко Ганна Єфремівна (1915—2006), актриса[34]
- Водяний Михайло Григорович (1924—1987), актор театру і кіно[35]
- Сегаль Олександр Наумович (1919—2010), артист балету
- Сергієнко Раїса Михайлівна (1925—1987), оперна співачка
- Заграничний Зіновій Давидович (1900—1966) — композитор, диригент, хормейстер

### 1958
- Биков Леонід Федорович (1928—1979), актор, режисер, сценарист
- Гнатюк Дмитро Михайлович (1925—2016), оперний співак[36]

### 1959
- Руденко Бела Андріївна (1933—2021), оперна співачка[37]

## 1960-ті

### 1960
- Гнєдаш Вадим Борисович (1931—2021), диригент, педагог, професор
- Гуляєв Юрій Олександрович (1930—1986), співак[38]
- Дембська Євгенія Михайлівна (1920—2019), актриса
- Роговцева Ада Миколаївна (нар. 1937), актриса[39]
- Хорош Михайло Павлович (1904—1993), актор театру і кіно[40] За видатну діяльність у галузі музично-театрального мистецтва та у зв'язку Декадою української літератури мистецтва р. Москві (Указ Президії Верховної Ради УРСР № 578 від 24.11.1960 р).
- Сєчкін Віталій Васильович (1927—1988) — піаніст і композитор, Харків
- Тарабаринов Леонід Семенович (1928—2008) — актор, педагог (Харків)
- Аннікова Нінель Михайлівна (нар. 1924) — актриса музичної комедії
- Дехта-Лісова Меланія Пилипівна (1911—1997), актриса

### 1961
- Калиновська Валентина Федорівна (нар. 1938), балерина[41]
- Калінін Леонід Володимирович — художній керівник самодіяльного ансамблю танцю Жовтневого палацу культури м. Києва[42]
- Василенко Кім Юхимович — керівник ансамблю народного танцю УРСР «Дніпро», м. Дніпродзержинськ[42]

### 1963
- Борисов Олег Іванович (1929—1994), актор театру і кіно[43]
- Чконія Ламара Григорівна (нар. 1930), оперна співачка[44]

### 1964
- Артеменко Костянтин Григорович (1925—2006), актор і режисер
- Харченко Марія Федорівна (1924—2016), співачка та акторка театру

### 1965
- Барсегян Олександр Сергійович (1929—2011), режисер
- Петриненко Діана Гнатівна (1930—2018), співачка
- Попова Надія Марківна (1923—1998), театральна актриса
- Третяк Василь Якович (1926—1989), співак[45]

### 1966
- Фіалко Нонна Григорівна (нар. 1925), актриса
- Іванов Євген Миколайович (1936—1991) — оперний співак (бас) і педагог (Харків)

### 1967
- Блащук Микола Іванович (1923—1978), актор
- Бобровський Анатолій Вікторович (1935—2005), режисер[31]
- Божек Юлій Іванович (1915—1994), актор
- Солов'яненко Анатолій Борисович (1932—1999) співак[46]
- Ржанов Євген Олександрович (нар. 1938), піаніст[47].
- Іванов Ярослав Васильович (1922—1992) — оперний співак (баритон) (Харків)

### 1968
- Богатіков Юрій Йосипович (1932—2002), співак[48]
- Іщенко Андрій Венедиктович (1937—2005), оперний співак
- Суржина Нонна Андріївна (нар. 1937), оперна співачка[49]
- Мокренко Анатолій Юрійович (1933—2020), оперний співак[50]

### 1969
- Антонов Володимир Сергійович (1932—2006), флейтист[51]
- Бердиєв Микола Володимирович (1922—1989), трубач[52]
- Гринько Микола Григорович (1920—1989), актор[53]
- Гуляницький Олексій Феодосійович (1933—2021), диригент
- Козієнко Олексій Клавдійович (нар. 1933), гобоїст
- Кудряшов Олег Сергійович (нар. 1936), флейтист[54]
- Чайковська Марія Костянтинівна (нар. 1945), віолончелістка[55]
- Юрченко Микола Якович (1920—2004), валторніст[56]

## 1970-ті

### 1970
- Олексенко Степан Степанович (1941—2006), актор театру і кіно[57]

### 1971
- Жулкевський Іван Станіславович (1919—1991), актор Хмельницького театру[58]
- Огренич Микола Леонідович (1937—2000), соліст Одеського театру опери і балету[58]
- Лисак Зінаїда Петрівна (1930—2006), солістка Одеського театру опери і балету[58]

### 1972
- Вітченко Дмитро Іванович (1937—2020), актор театру і кіно[59]
- Гроза Анатолій Григорович (1937) — оперний співак (баритон)[10]
- Горбенко Олександр Петрович (1938—2011), режисер і педагог[60]

### 1973
- Андросов Віктор Григорович (нар. 1938), соліст Миколаївської обласної філармонії[61]
- Бака Володимир Петрович (нар. 1934), танцюрист[62]
- Басюк Іван Олександрович (1915—1976), актор Херсонського театру[62]
- Баженов Анатолій Іванович (нар. 1945), скрипаль, музичний педагог
- Болотний Микола Іванович (нар. 1935), співак (тенор), композитор[31]
- Брондуков Борислав Миколайович (1938—2004), актор[62]
- Бушмакін Лев Володимирович (нар. 1933), соліст балету, Черкаси[63]
- Верещагіна Елеонора Федорівна (1938—1994), актриса[62]
- Вескляров Петро Юхимович (1911—1994), актор театру і кіно[62]
- Голубович Михайло Васильович (1943—2023), актор театру і кіно
- Дикусар Віра Олександрівна (нар. 1940), танцюристка, хореограф[62]
- Кириченко Раїса Опанасівна (1943—2005), співачка
- Коваль Іван Андрійович (1936—2000), бандурист, художній керівник ансамблю бандуристів Полтавської обласної філармонії, викладач [64]
- Кравцов Іван Васильович (1934—2010) — театральний актор[65]
- Крупєннікова Катерина Євгенівна (1940—2021), кіноактриса[62]
- Ластівка Петро Трохимович (1922—2018), актор, літератор[31]
- Морозенко Павло Семенович (1939—1991), актор театру і кіно[66]
- Олялін Микола Володимирович (1941—2009), актор[67]
- Ротару Софія Михайлівна (нар. 1947), естрадна співачка[68]

### 1974
- Алоїн Віктор Михайлович (1931—2002), український співак-баритон[69]
- Апатський Володимир Миколайович (1928—2018), фаготист[70]
- Буніна Ірина Олексіївна (1939—2017), актриса[71]
- Гузар Володимир Станіславович (1925—2009), актор театру і кіно[69]
- Кондратюк Нестор Павлович (1937—2014), актор театру і кіно
- Мусатова Рита Іванівна, солістка балету Одеської муздрами[69]
- Пославська Світлана Петрівна, актриса Одеської муздрами[69]

### 1975
- Єзепов В'ячеслав Іванович (1941—2020), актор театру і кіно
- Закорський Станіслав Іванович (нар. 1936), флейтист[72]
- Салік Олександр Якович (1936—1998), диригент і кларнетист[73]
- Кочерга Анатолій Іванович (нар. 1947/1949), оперний співак[74]
- Майборода Роман Георгійович (1943—2018), соліст театра[74]
- Загребельний Олександр Миколайович (1937—1993), соліст театра[74]
- Рачинський Микола Миколайович (1942—1989) — актор театру і кіно

### 1976
- Олексієнко Володимир Тадейович (1918—1995), актор театру і кіно[75]
- Заклунна Валерія Гаврилівна (1942—2016), актриса театру і кіно
- Міщенко Петро Артемович (1928—1978), флейтист[76]
- Парра Олександр Володимирович (р. 1943), радянський і російський актор театру і кіно
- Ступка Богдан Сильвестрович (1941—2012), актор театру і кіно[77]
- Захарченко Валерій Стефанович (1941), оперний співак, соліст (баритон)

### 1977
- Гаврилюк Іван Ярославович (нар. 1948), актор театру і кіно[78]
- Булах Григорій Іванович (нар. 1938), поет
- Досенко Микола Олександрович (1921—2006), актор театру і кіно[79]
- Кадочникова Лариса Валентинівна (нар. 1937), актриса театру і кіно
- Картуков Геннадій Олександрович (1943—2019), артист цирку, повітряний гімнаст, клоун[80]
- Лотоцька Наталія Василівна (1938—2007), актриса театру і кіно

### 1978
- Криницина Маргарита Василівна (1932—2005), актриса театру і кіно
- Лефтій Антоніна Володимирівна (нар. 1945), актриса
- Матешко Ольга Миколаївна (нар. 1947), актриса театру і кіно
- Мірошниченко Віктор Миколайович (1937—1987), актор театру і кіно
- Подубинський Андрій Миронович (1944—2018), актор театру і кіно

### 1979
- Амінова Олена Анатоліївна (нар. 1949), актриса театру та кіно[81]
- Антоненко Григорій Миколайович (1927—2017), актор театру та кіно.
- Безсмертний Олександр Миколайович (нар. 1942), театральний актор.[82]
- Варецька Світлана Петрівна (нар. 1951), актриса театру і кіно[83]
- Ганін Євген Петрович (нар. 1935), флейтист[84]
- Талашко Володимир Дмитрович (нар. 1946), актор
- Пшеничний Віталій Володимирович (нар. 1931), флейтист[85]
- Хім'як В'ячеслав Антонович (нар. 1949), актор театру і кіно, режисер[31]

## 1980-ті

### 1980
Джерело: Відомості Верховної Ради Української РСР за 1980 рік.
- Антонова Ніна Василівна, артистка Київської кіностудії художніх фільмів ім. О. П. Довженка, № 5 ст. 85.
- Артеменко Григорій Михайлович, артист Житомирського обласного українського музично-драматичного театру, № 2 ст. 60.
- Базиликут Богдан Омелянович, соліст опери Львівського державного академічного театру опери та балету ім. І. Франка, № 1 ст. 17.
- Білозерова Лідія Олексіївна, артистка Вінницького обласного українського музично-драматичного театру імені М. Садовського, № 5 ст. 83.
- Бондаревський Микола Петрович, артист Кримського обласного українського музично-драматичного театру, № 5 ст. 83.
- Бондаренко Альберт Васильович, головний режисер української трупи Ворошиловградського обласного музично-драматичного театру, № 36 ст. 713.
- Борисенко Володимир Семенович, артист Київського державного театру оперети, № 34 ст. 683.
- Вазін Георгій Андрійович, головний диригент — художній керівник камерного оркестру Херсонської обласної філармонії, № 2 ст. 60.
- Вегерчук Світлана Романівна, солістка Волинської обласної філармонії, № 1 ст. 26.
- Вітошинський Роман Зенонович, соліст Львівського державного академічного театру опери і балету ім. І. Франка, № 1 ст. 26.
- Ганюшкин Юрій Вікторович, артист Кримського академічного російського драматичного театру ім. М. Горького, № 5 ст. 83.

- Гіня Георгій Миколайович, художний керівник камерного оркестру Чернівецької обласної філармонії, № 36 ст. 713.
- Гнатюк Микола Васильович, соліст-вокаліст Київського мюзик-холу, № 36 ст. 713.
- Годнічак Олена Миколаївна, балетмейстер-постановник Українського художньо-спортивного ансамблю «Балет на льоду», № 52 ст. 1031.
- Горбатенко Раїса Іванівна, солістка тріо бандуристок Київської державної філармонії, № 12 ст. 190.
- Давидко Люся Степанівна, артистка Тернопільського обласного українського музично-драматичного театру імені Т. Г. Шевченка, № 52 ст. 1018.
- Деркач Євген Савич, старший викладач Донецького державного музично-педагогічного інституту, № 2 ст. 52.
- Дженков Віктор Антонович, художній керівник народної самодіяльності хорової капели Жовтневого Палацу культури Укрпрофради, м. Київ, № 34 ст. 682.
- Дмитрук Ярослав Михайлович, соліст заслуженої хорової капели УРСР «Трембіта» Львівської обласної філармонії, № 5 ст. 83.
- Дриженко Анатолій Миколайович, артист Одеського обласного українського музично-драматичного театру ім. Жовтневої революції, № 34 ст. 676.
- Жук Ігор Васильович, художній керівник і головний диригент заслуженої хорової капели УРСР «Трембіта» Львівської обласної філармонії, № 5 ст. 83.
- Залавська Валентина Петрівна, солістка Державної заслуженої академічної капели УРСР «Думка», м. Київ, № 1 ст. 26.
- Іванов Анатолій Йосипович, балетмейстер Волинського державного українського народного хору, № 1 ст. 26.
- Івко Валерій Микитович, завідуючий кафедрою Донецького державного музично-педагогічного інституту, № 2 ст. 52.
- Ігнатенко Володимир Дмитрович, соліст Львівського державного академічного театру опери і балету ім. І. Франка, № 1 ст. 26.
- Кадиков Геннадій Васильович, артист Донецького обласного російського театру юного глядача (м. Макіївка), № 25 ст. 449.
- Карпось Володимир Антонович, соліст Волинської обласної філармонії, № 1 ст. 26.
- Кізь Славомир Васильович, соліст заслуженої хорової капели УРСР «Трембіта» Львівської обласної філармонії, № 5 ст. 83.
- Коломієць Іван Гнатович, соліст Державної заслуженої капели бандуристів УРСР, м. Київ, № 1 ст. 26.
- Коляда Володимир Андрійович, артист Київського державного академічного українського драматичного театру ім. І. Франка, № 20 ст. 370.
- Косенко Юрій Якович, соліст опери Донецького державного академічного російського театру опери і балету, № 25 ст. 449.
- Крамар Михайло Полікарпович, артист Київського державного академічного українського драматичного театру ім. І. Франка, № 20 ст. 370.
- Криворотова Лідія Олексіївна, солістка тріо бандуристок Київської державної філармонії, № 12 ст. 190.
- Криворотова Любов Олексіївна, солістка тріо бандуристок Київської державної філармонії, № 12 ст. 190.
- Крикун Євгенія Павлівна, солітска Черкаського заслуженого українського народного хору, № 2 ст. 60.
- Кузнецова Ольга Іванівна, артистка Миколаївського обласного українського музично-драматичного театру, № 2 ст. 60.
- Кульчинський Ярослав Сергійович, соліст Ровенської обласної філармонії, № 36 ст. 713.
- Курта Валентин Володимирович, артист Сумського обласного українського музично-драматичного театру ім. М. С. Щєпкіна, № 24 ст. 444.
- Кухарєв Альфред В'ячеславович, концертмейстер Київської державної філармонії, № 12 ст. 190.
- Кучеренко Світлана Павлівна, артистка Кримського академічного російського драматичного театру ім. М. Горького, № 5 ст. 83.
- Кучинський Анатолій Семенович, артист Миколаївського обласного російського драматичного театру ім. В. П. Чкалова, № 2 ст. 60.
- Кушакова Тамара Аркадіївна, солістка балету Донецького державного академічного російського театру опери і балету, № 25 ст. 449.
- Лаба Борис Михайлович, диригент Державного заслуженого академічного українського народного хору ім. Г. Верьовки, м. Київ, № 1 ст. 26.
- Лагунова Тамара Олексіївна, солістка опери Донецького державного академічного російського театру опери і балету, № 25 ст. 449.
- Ластівка Дарій Григорович, балетмейстр Буковинського заслуженого ансамблю пісні і танцю УРСР, Чернівецька область, № 1 ст. 26.
- Ластовецький Микола Миколайович, артист Сумського обласного українського музично-драматичного театру ім. М. С. Щєпкіна, № 24 ст. 444.
- Маковецька Людмила Георгіївна, артистка Київського державного театру оперети, № 34 ст. 683,
- Маліновський Рафаїл Болеславович, балетмейстер Поліського ансамблю пісні і танцю «Льонок» Житомирської обласної філармонії, № 2 ст. 60.
- Матвієнко Ніна Митрофанівна, солістка Державного заслуженого академічного українського народного хору ім. Г. Верьовки, м. Київ, № 1 ст. 26.
- Мезеря Юрій Вікторович, соліст балету Донецького державного академічного російського театру опери і балету, № 25 ст. 449.
- Міщенко Валентина Афанасіївна, солістка опери Донецького державного академічного російського театру опери і балету, № 25 ст. 449.
- Могильова Людмила Миколаївна, артистка Кримського академічного російського драматичного театру ім. М. Горького, № 5 ст. 83.
- Мозгова (Гіляровська) Ніна Василівна, артистка Київського державного академічного українського драматичного театру ім. І. Франка, № 20 ст. 370.
- Морозюк Георгій Іванович, артист Львівського обласного українського музично-драматичного театру ім. Я. Галана (м. Дрогобич), № 5 ст. 83.
- Нестеренко Володимир Михайлович, режисер-постановник Івано-Франківського обласного українського музично-драматичного театру ім. І. Франка, № 1 ст. 17.
- Ніколаєва Ніна Єгорівна, артистка Ровенського обласного українського музично-драматичного театру ім. М. Островського, № 1 ст. 17.
- Норець Клавдія Євдокимівна, артистка Вінницького обласного українського музично-драматичного театру ім. М. Садовського, № 5 ст. 83.
- Орлова Світлана Михайлівна, солістка Харківської обласної філармонії, № 34 ст. 668.
- Плискунов Віктор Іванович, соліст хору ансамблю пісні і танцю «Славутич» Дніпропетровської обласної філармонії, № 5 ст. 83.
- Пузеп Євгенія Андріївна, артистка Миколаївського обласного російського драматичного театру ім. В. П. Чкалова, № 2 ст. 60.
- Саввопуло Валентина Яківна, солістка Черкаської обласної філармонії, № 2 ст. 60.
- Савка Омелян Мафтейович, артист Чернівецького обласного українського музично-драматичного театру імені О. Кобилянської, № 36 ст. 713.
- Ситник Алім Іванович, головний режисер Черкаського обласного українського музично-драматичного театру ім. Т. Г. Шевченка, № 2 ст. 60.
- Скидаленко Галина Олександрівна, солістка Державної заслуженої академічної капели УРСР «Думка», м. Київ, № 1 ст. 26.
- Сокира Павло Федорович, соліст Державної заслуженої капели бандуристів УРСР, м. Київ, № 1 ст. 26.
- Сокіл Олександра Михайлівна, артистка Сумського обласного українського музично-драматичного театру ім. М. С. Щєпкіна, № 24 ст. 444.
- Стецько Богдан Теодорович, артист Тернопільського обласного українського музично-драматичного театру імені Т. Г. Шевченка, № 52 ст. 1018.
- Супрунов В'ячеслав Іванович, артист Черкаського обласного українського музично-драматичного театру ім. Т. Г. Шевченка, № 2 ст. 60.
- Сусліков Михайло Львович, керівник заслуженого самодіяльного народного ансамблю танцю УРСР «Юність Закарпаття», Закарпатська область, № 10 ст. 158.
- Токолов Євген Іванович, соліст симфонічного оркестру Дніпропетровської обласної філармонії, № 5 ст. 83.
- Трофимчук Олександр Павлович, артист Київського державного театру оперети, № 34 ст. 683.
- Фомкін Віктор Анатолійович, соліст балету ансамблю пісні і танцю «Славутич» Дніпропетровської обласної філармонії, № 5 ст. 83.
- Цимбаліст Галина Іванівна, артистка Київського державного академічного українського драматичного театру ім. І. Франка, № 20 ст. 370.
- Чичикалов Едуард Іванович, соліст симфонічного оркестру Дніпропетровської обласної філармонії, № 5 ст. 83.
- Шаварський Олег Микитович, артист Київського державного академічного українського драматичного театру ім. І. Франка, № 20 ст. 370.
- Шаша Костянтин Григорович, соліст опери Харківського державного академічного театру опери і балету М. В. Лисенка, № 34 ст. 668.
- Юзюк Іван Семенович, диригент Львівського державного академічного театру опери і балету ім. І. Франка, № 1 ст. 26.
- Юрін Володимир Михайлович, соліст Одеської обласної філармонії, № 1 ст. 26.
- Ячмінський Володимир Дмитрович, артист Тернопільського обласного українського музично-драматичного театру ім. Т. Г. Шевченка, № 1 ст. 17.
- Також:
  - Творчі працівники армійських і флотських художніх колективів, № 21 ст. 386.

### 1981
- Востряков Олександр Андрійович (1944—2023), співак
- Дубровська Наталія Костянтинівна (1945—2015), акторка театру та кіно
- Костринський Григорій Ісакович (нар. 1942), фаготист[86]

### 1982
- Биструшкін Олександр Павлович (нар. 1949), актор[87]
- Гаврилюк Ярослав Дмитрович (1951—2021), актор
- Сердюк Олександр Олександрович (1940—2010), актор театру і кіно
- Чередорчук Маркіян Романович[ru][88] (нар. 1940), флейтист

### 1983
- Барчук Анатолій Трохимович (1939—2015), актор[89]
- Бойко Вадим Анатолійович (1947—2018), гобоїст[90]
- Джурмій Леонід Михайлович (1941—2001), кларнетист[91]

### 1984
- Смирнов Євген Володимирович (1947—2016), актор Омського театру драми

### 1985
- Горошко Ірина Григорівна (1953—2018),  танцюристка[31]
- Кирпань Андрій Євтихійович (1947—1998), валторніст[92]
- Лейсман Віктор Володимирович (нар. 1949), трубач[93]
- Кислюк Георгій (Гіора) (нар. 1941), актор

### 1986
- Білозір Оксана Володимирівна (1957), співачка
- Бобровська Євдокія Григорівна (1930—2012), актриса[31]
- Грицюк Григорій Владиленович (1955—2000), оперний співак
- Мозговий Микола Петрович (1947—2010), естрадний співак
- Немченко Олександр Дмитрович (1953—2020), актор
- Штепа Володимир Олексійович (1945— не пізніше 2003), трубач[94]
- Пирогов Віталій Федорович (1946), контрабасист[95]

### 1987
- Бенюк Петро Михайлович (1946—2019), артист театру і кіно
- Леонтьєв Валерій Якович (1949), радянський і російський співак, актор[96]
- Попов Олексій Федорович (конферансьє) (1946-1996)
- Юрченко Валерій Іванович (1943), артист театру і кіно
- Аркушенко Тетяна Володимирівна (нар. 1954), театральна артистка та режисерка

### 1988
- Анисимов Віктор Леонідович (нар. 1959), співак (вокальний дует0[31]
- Анисимова Любов Леонідівна (нар. 1963), співачка (вокальний дует)[31]
- Бенюк Богдан Михайлович (1957), актор театру і кіно
- Капніст, Марія Ростиславівна (1914—1993), радянська і українська актриса[97]
- Перфілов Лев Олексійович (1933—2000), радянський і український актор[98]

### 1989
- Бойко Роман Петрович (нар. 1942), співак (бас-баритон)[31]
- Табачник Ян Петрович (нар. 1945), радянський і український естрадний композитор, акордеоніст-віртуоз
- Яковчук Василь Лукашевич (нар. 1935), артист розмовного жанру[31]
- Романюк Анатолій Іванович (1948—2022), театральний актор[99]

### 1990
- Назарова Тетяна Євгенівна (1960), актриса Національного академічного театру російської драми імені Лесі Українки

### 1991
- Климчук Елеонора Гаврилівна (нар. 1938) — актриса Харківського театру музичної комедії.[100]
- Книш Павло  Петрович (нар. 1951), режисер-постановник дирекції українських колективів «Цирк на сцені», м. Київ.[100]
- Шумарина Тамара Аркадіївна (нар. 1951), артистка Херсонського обласного театру ляльок.[100]
- Кох Богдан Анатолійович (1925—1996), актор Львівського театру ім. М. Заньковецької.[101]
- Гуменецька Олександра Григорівна (нар. 1956), акторка.[101]
- Корнієнко Алла Андріївна (нар. 1941), акторка.[101][102]
- Максимчук Святослав Васильович (нар. 1936), артист.[101]
- Юхницький Януш Володимирович (нар. 1947), артист.[101]